# Våld i hemlighet
Våld i hemlighet är en västtysk långfilm från 1950 i regi av Helmut Käutner, med manus av den samme och Robert A. Stemmle.

## Handling
Journalisten Peter Zabel undersöker mystiska händelser kring lyxyachten Orplids förlisning 1949.

## Rollista
- Horst Caspar - Peter Zabel, reporter
- Bettina Moissi - Malaienmädchen Leata
- O.E. Hasse - Dr. Mannheim
- Hans Leibelt - Kurt Beckmann
- Irene von Meyendorff - Christine Bruckmann alias Conchita
- Hilde Hildebrand - Mrs. Eleanor Hoopman
- Jeanette Schultze - Lore Bruckmann
- Fritz Kortner - P. L. Hoopman
- Peter van Eyck - Stefan Lund, steward
- Hans Christian Blech - Martin Jarzombeck
- Carl Raddatz - Aldo Siano, pianist
- Rolf von Nauckhoff - Johannes Klappstein
- Paul Hörbiger - clown
- Gustav Püttjer - kapten Feddersen
- Reinhard Kolldehoff - Funker
- Camilla Spira - pensionswirtin
- Blandine Ebinger - sekreterare